# When Life Gives You Lemons, You Paint That Shit Gold
When Life Gives You Lemons, You Paint That Shit Gold è il quinto album in studio del gruppo rap statunitense Atmosphere, pubblicato nel 2008.

## Tracce
1. Like the Rest of Us – 3:20
2. Puppets – 3:41
3. The Skinny – 3:36
4. Dreamer – 4:04
5. Shoulda Known – 3:06
6. You – 3:14
7. Painting – 3:00
8. Your Glass House – 3:58
9. Yesterday – 3:23
10. Guarantees – 4:32
11. Me – 3:40
12. Wild Wild Horses – 4:14
13. Can't Break – 3:33
14. The Waitress (featuring Tom Waits) – 3:00
15. In Her Music Box – 4:20